# Giubileo d'oro
Un giubileo d'oro è una celebrazione tenuta per un 50º anniversario, ad esempio l'anniversario di un matrimonio (nozze d'oro) o l'anniversario dell'ascesa al trono di un monarca. È preceduto dal giubileo d'argento e seguito dal giubileo di diamante.

## Il giubileo d'oro nel mondo[1]

### Regno Unito e reami del Commonwealth

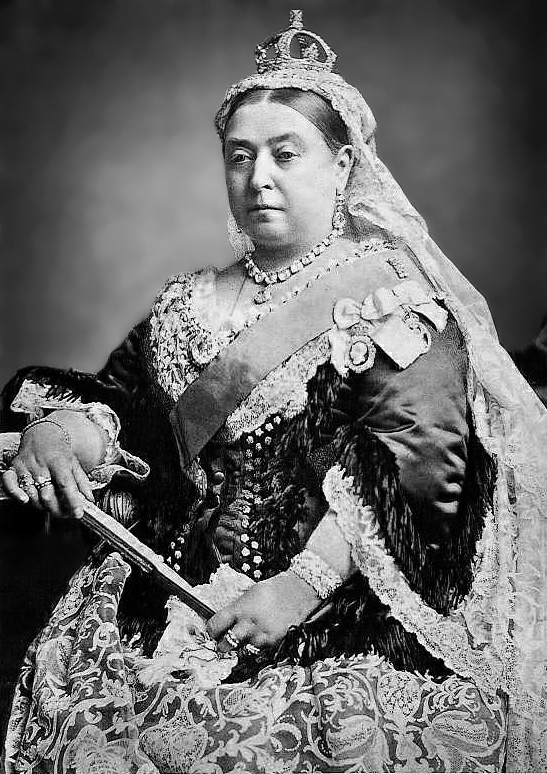
La foto ufficiale della regina Vittoria per il giubileo d'oro del 1887

Nella Storia delle Isole britanniche sei monarchi hanno raggiunto i cinquant'anni di regno:
- Enrico III (1216-1272)
- Edoardo III (1327-1377)
- Giacomo I (1567-1625) (come re di Scozia)
- Giorgio III (1760-1820)
- Vittoria (1837-1901)
- Elisabetta II (1952-2022)

Tuttavia soltanto tre hanno festeggiato il giubileo d'oro con una vera e propria celebrazione: Giorgio III nel 1810, Vittoria nel 1887 ed Elisabetta II nel 2002.

### Danimarca
La regina di Danimarca Margherita II (1972-2024) ha festeggiato il suo giubileo d'oro nel 2022.

### Norvegia
Il re di Norvegia Haakon VII (1905-1957) ha festeggiato il suo giubileo d'oro nel 1955.

### Svezia
Il re di Svezia Carlo XVI Gustavo (1973-in carica) ha festeggiato il suo giubileo d'oro nel 2023.

### Thailandia
Il re di Thailandia Bhumibol Adulyadej, che fu il secondo sovrano più longevo del mondo essendo stato sul trono dal 1946 al 2016, ha festeggiato il giubileo d'oro nel 1996.

### Giappone
L'imperatore Hirohito (1926-1989) ha festeggiato il suo giubileo d'oro nel 1976.

### Impero Austro-Ungarico
L'imperatore Francesco Giuseppe (1848-1916) ha festeggiato il suo giubileo d'oro nel 1898.